# حسان رشاد زبيدي
حسان رشاد زبيدي أحد مؤذني المسجد الحرام بمكة المكرمة، اسمه حسان رشاد بن على زبيدي، ولد بمكة المكرمة غرة شهر رجب عام 1375 هـ، درس المرحلة الابتدائية بمدارس الثغر النموذجية بجدة، أما المرحلة المتوسطة فدرسها بمدرسة جعفر بن أبي طالب ومن ثم أكمل دراسته بمعهد المعلمين، ثم استحصل على درجة البكالوريوس من جامعة أم القرى في تخصص تربية، بعد تخرجه عين مدرسا بمدرسة عثمان بن عفان بمكة المكرمة ثم وكيلا لمدرسة الخليل بن أحمد بمكة المكرمة، ومن ثم أصبح مديرا لمدرسة المراخية الابتدائية حتى تقاعد عام 1426 هـ.
وقد أذن زبيدي بمؤذنية المسجد الحرام عام 1410 هـ وألتحق بها رسميا عام 1415 هـ، ودرس تعليم الأذان بالمقامات المكية، وكان يعقد دروس في منزله كل يوم أحد من كل أسبوع لتعليم الأذان وتخرج على يديه كثير من مؤذني المساجد في أنحاء  المملكة العربية السعودية، وكما أقام الأذان في عدد من مساجد العالم الإسلامي ومنها جمهورية مصر العربية وجنوب أفريقيا.

## وفاته
مر حسان زبيدي بالبلاء والابتلاء بالأمراض وذلك قبل وفاته بأربعة عشر سنه، وظل يعاني من الأمراض حتى بلغ به المرض في جسده مبلغه، حيث تعرض  عام 1427 هـ لجلطه أصيب على أثرها بشلل نصفي مصحوبا بفقدان النطق ألزمه الفراش بالمستشفى حتى توفي ليلة الجمعة العاشر من ربيع الأول عام 1428 هـ، وصلى عليه بعد صلاة الجمعة بالمسجد الحرام ودفن في مقبرة المعلاة.